# Mazinghem
Mazinghem é uma comuna francesa na região administrativa de Altos da França, no departamento de Pas-de-Calais. Estende-se por uma área de 5,19 km². Em 2010 a comuna tinha 480 habitantes (densidade: 92,5 hab./km²).